# Rajd Kormoran 1987
Rajd Kormoran 1987 – 15. edycja Rajdu Kormoran. Był to rajd samochodowy rozgrywany od 2 do 4 października 1987 roku. Była to piąta runda Rajdowych Samochodowych Mistrzostw Polski w roku 1987. Rajd składał się z osiemnastu odcinków specjalnych. Rajd rozgrywany był na nawierzchni szutrowej. Zwycięzcą został Marian Bublewicz.

## Wyniki końcowe rajdu[1][2]
| Miejsce | Kierowca          | Pilot              | Samochód               | Czas    | Strata | Grupa Klasa |
| ------- | ----------------- | ------------------ | ---------------------- | ------- | ------ | ----------- |
| 1       | Marian Bublewicz  | Ryszard Żyszkowski | FSO Polonez 2000 Turbo | 1:38:17 | -      | B-21        |
| 2       | Marek Sadowski    | Barbara Stępkowska | FSO Polonez 2000       | 1:48:26 | +10:09 | P-31        |
| 3       | Piotr Kufrej      | Andrzej Baran      | FSO 1600 A             | 1:49:18 | +11:01 | A-14        |
| 4       | Romuald Chałas    | Grzegorz Gac       | FSO 1600 A             | 1:49:37 | +11:20 | A-14        |
| 5       | Lesław Orski      | Lech Wójcik        | Volkswagen Golf II GTi | 1:52:25 | +14:08 | P-31        |
| 6       | Andrzej Białowąs  | Janusz Sękowski    | FSO Polonez 2000       | 1:52:35 | +14:18 | B-21        |
| 7       | Jerzy Dyszy       | Tytus Tuszyński    | Lada VAZ 2105 MTX      |         |        | B-21        |
| 8       | Robert Gryczyński | Wojciech Kruzel    | FSO Polonez 1600       |         |        | A-14        |
| 9       | Bohdan Ludwiczak  | Dariusz Markocki]  | Opel Kadett GT/E       |         |        | P-31        |
| 10      | Artur Norin       | Tomasz Szostak     | FSO Polonez 1500       | 1:56:09 | +17:52 | B-21        |